# 二嫫
《二嫫》是1994年出品的一部中国电影，由周曉文导演，艾丽娅主演。本片根据徐宝琦的同名小说改编而成，获瑞士第47届罗卡诺国际电影节青年评审团金奖、国际影评人奖、评审团大奖。
　　二嫫（艾丽娅 饰）靠卖麻花面维持生计，丈夫（戈治均 饰）是昔日的老村长，后来落下了病根做不了重活，家中重担全落在二嫫身上。隔壁的“瞎子”（刘佩琦 饰）家有电视和一辆破卡车，二嫫的儿子虎子经常跑到“瞎子”家蹭电视看，自尊心颇强的二嫫暗下决心要买台全县最大的电视回家。“瞎子”对二嫫有意思，为她在县城介绍了一份工作并定时接她回村，后来两人在车上发生了关系。村里人对二嫫和瞎子指指点点，“瞎子”老婆（张海燕 饰）和二嫫在家门口打了一架。二嫫去县城卖血，最后终于买回了大电视......